# Monte Nuovo
Der Monte Nuovo (italienisch: „Neuer Berg“) ist ein westlich von Neapel auf dem Gemeindegebiet von Pozzuoli gelegener monogenetischer Vulkankegel. Der Monte Nuovo ist Teil des gleichnamigen 30 ha großen NATURA 2000-Naturschutzgebietes Monte Nuovo.

## Geologie
Der Monte Nuovo entstand 1538 bei der Monte-Nuovo-Eruption, dem bisher letzten Vulkanausbruch in den Phlegräischen Feldern. Diese Aktivitätsphase, die vom 29. September bis zum 6. Oktober 1538 dauerte, war durch pyroklastische Ströme und durch die Förderung großer Mengen von Asche und Lapilli gekennzeichnet. Während dieser Eruptionen wurden der Thermalort Tripergole und das angrenzende Maar des Lago d’Averno teilweise verschüttet und die Verbindung zum Meer geschlossen.
Der Monte Nuovo ist 133 Meter hoch, der Durchmesser seines Kraterrandes beträgt rund 400 Meter, jener der Vulkanbasis rund 1200 Meter.

## Flora
Der Monte Nuovo weist mehrere Biotoptypen auf, die zu dessen Biotopvielfalt beitragen. Verantwortlich dafür sind die besonderen geomorphologischen Bedingungen am Monte Nuovo, die sich im vulkanischen Substrat und einer im Vergleich zur Umgebung höheren Luftfeuchtigkeit niederschlagen. Letztere mildert die durch Trockenheit gekennzeichneten Sommermonate ab. Der säurehaltige vulkanische Boden begünstigt acidophile Pflanzen.
Anhand historischer Aufzeichnungen lässt sich die Besiedlung des Monte Nuovo durch die Vegetation rekonstruieren. Unmittelbar nach dem Ausbruch von 1538 wurde der unwirtliche Kegel auch als Monte Ceneris (dt. Ascheberg) bezeichnet. 125 Jahre später besuchte der englische Naturalist John Ray den Monte Nuovo. Aus seiner Beschreibung ist zu entnehmen, dass sich auf dem Kegel bereits Heidekräuter, Myrte, Mastixsträucher und andere Pflanzen verbreitet hatten. Noch in der zweiten Hälfte des 18. Jahrhunderts war der Monte Nuovo vollständig baumlos. In den 1930er Jahren wurde er vor allem an seiner Südseite mit Pinien aufgeforstet. Letztere starben ab den 2000er Jahren durch Parasitenbefall fast vollständig ab.
Die trockene und warme Südflanke ist mit Garrigue- und niedrigwachsender Macchienvegetation bedeckt. Hier sind unter anderem Diss, Mastixsträucher, Myrte, Schmalblättrige und Breitblättrige Steinlinde, Salbeiblättrige Zistrose, Stacheliger Dornginster sowie Pfriemenginster heimisch. Im Bereich der Fumarolen beschränkt sich der Bewuchs auf Diss. Immergrüner Macchiebewuchs mit Baumheide und Steineiche kennzeichnet auch die Westflanke des Kegels. An der feuchteren und kühleren Nordseite finden sich vor allem Steineichen und Westliche Erdbeerbäume. Die nördliche Innenseite des Kraters ist von einem dichten Steineichenwald bedeckt, in dem auch Flaumeichen, Manna-Eschen und Eingriffeliger Weißdorn gedeihen. Am Kraterboden sind hygrophile Arten, wie Pfahlrohr und Farne  anzutreffen.

## Weinanbau
An der zum Averner See abfallenden Nordwestseite wird in den unteren Lagen bereits seit dem 19. Jahrhundert Wein angebaut. Damals wurden Rebsorten aus Kalabrien wie der Mantonico angepflanzt. Eine Besonderheit des Weinanbaugebietes am Monte Nuovo liegt darin, dass aufgrund der Bodenverhältnisse auf den Anbau mittels Unterlagsreben verzichtet werden kann, da sich die Larven der Wurzelreblaus in dem vulkanischen Substrat nicht entwickeln. Angebaut werden an den Hängen des Monte Nuovo unter anderem die Sorten Falanghina und Piedirosso.

## Bilder

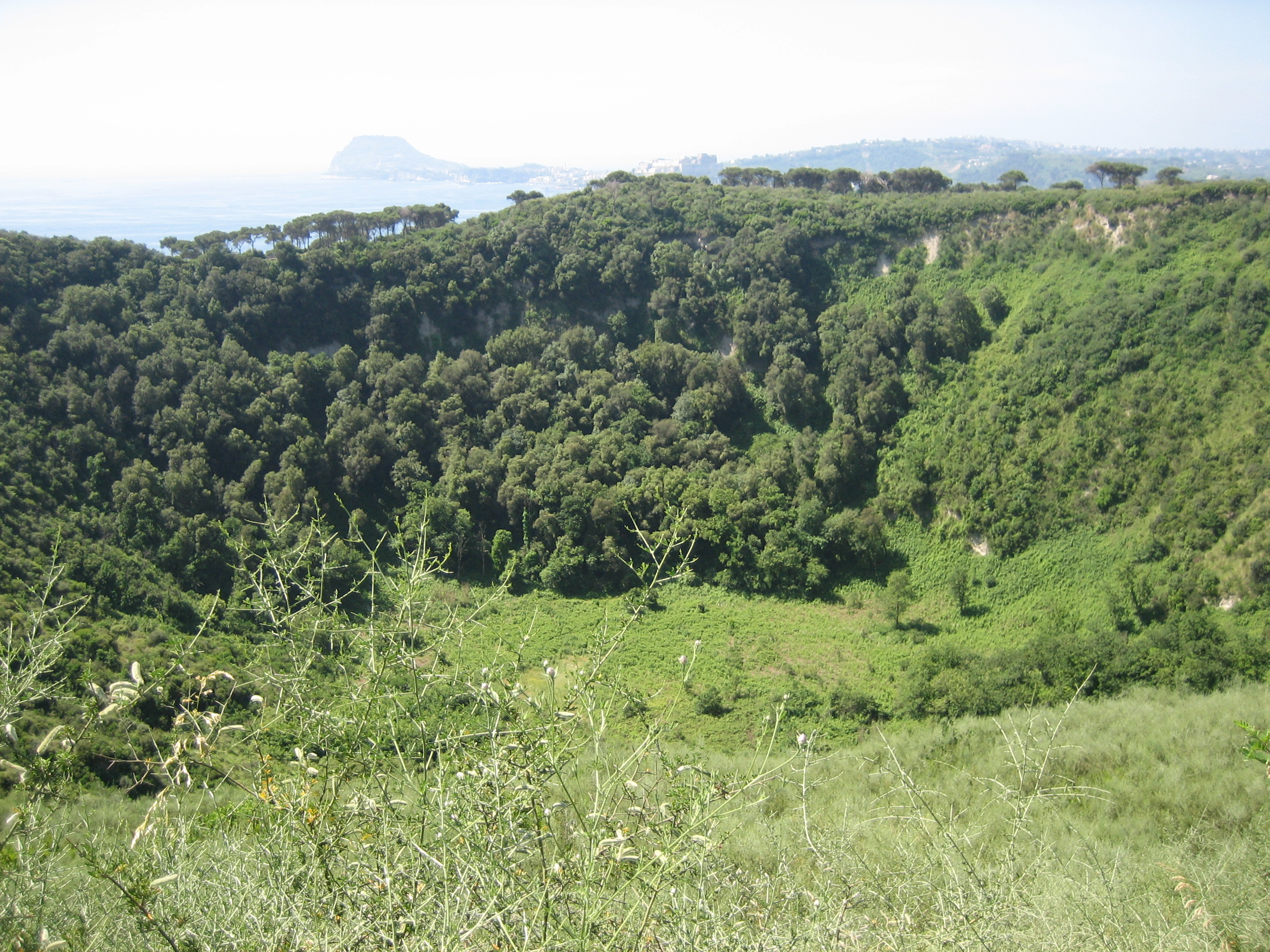
Der Krater im Frühjahr, im Hintergrund Miseno
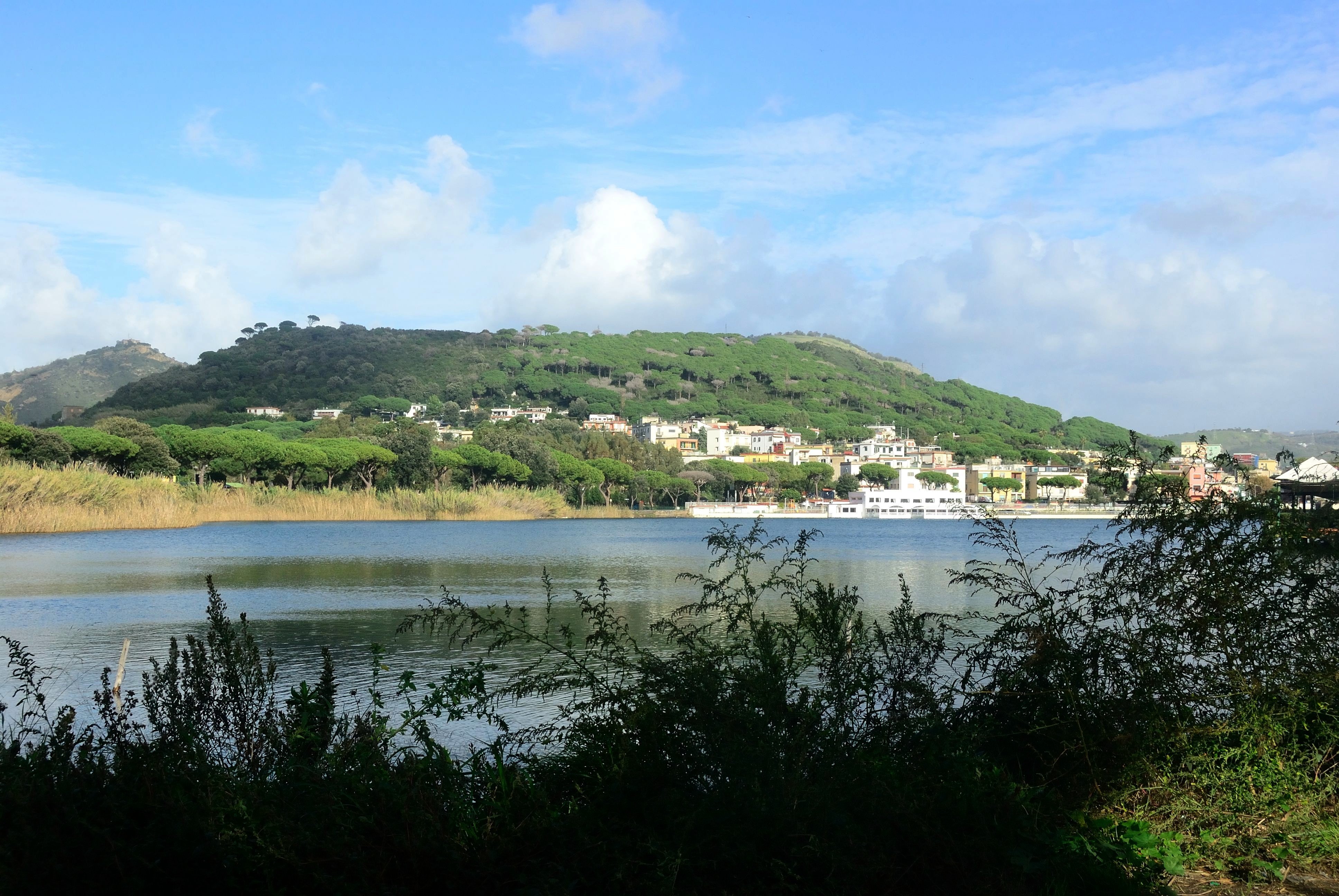
Monte Nuovo mit dem Lago Lucrino
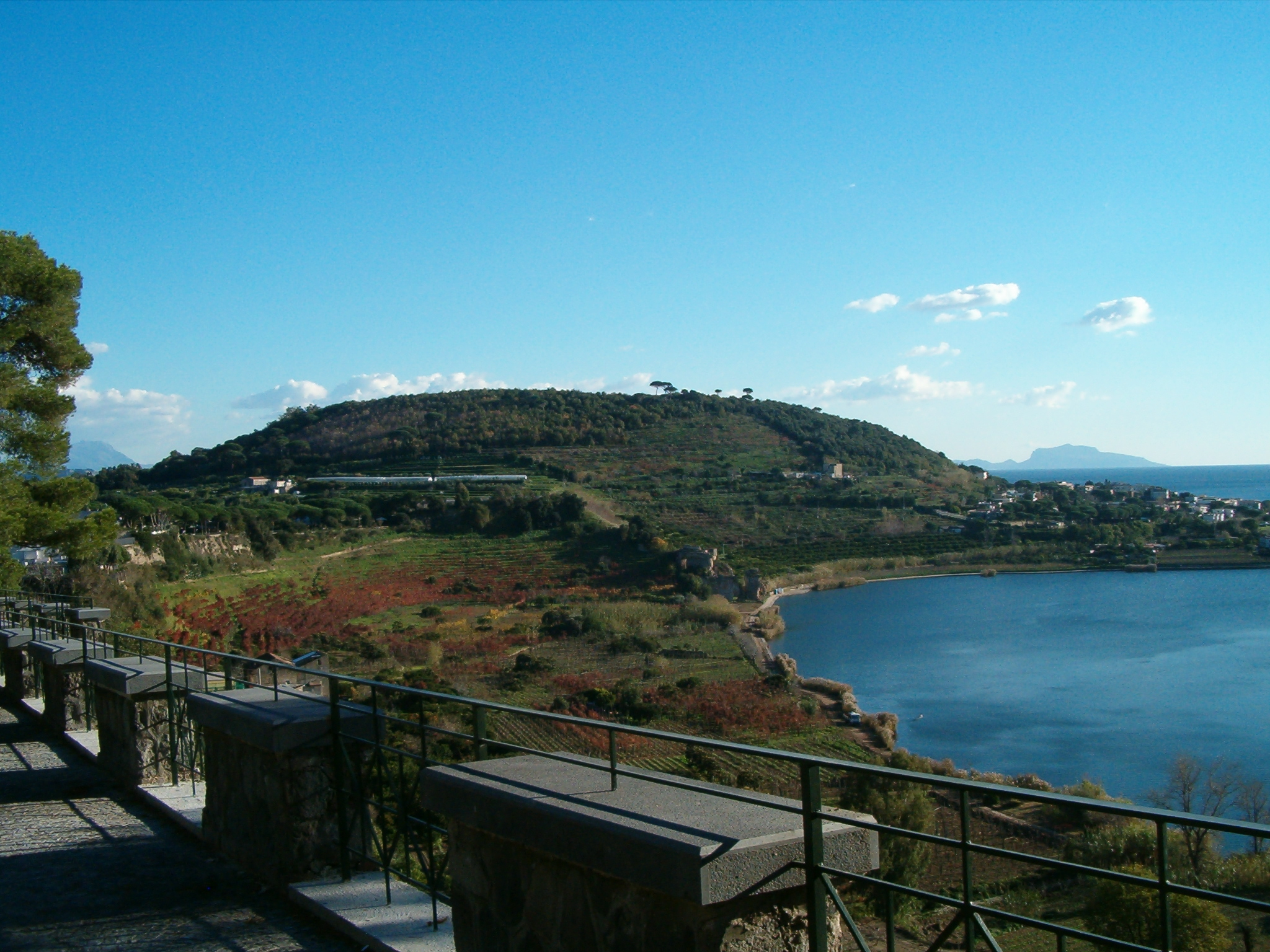
Die Nordwestseite mit dem Averner See
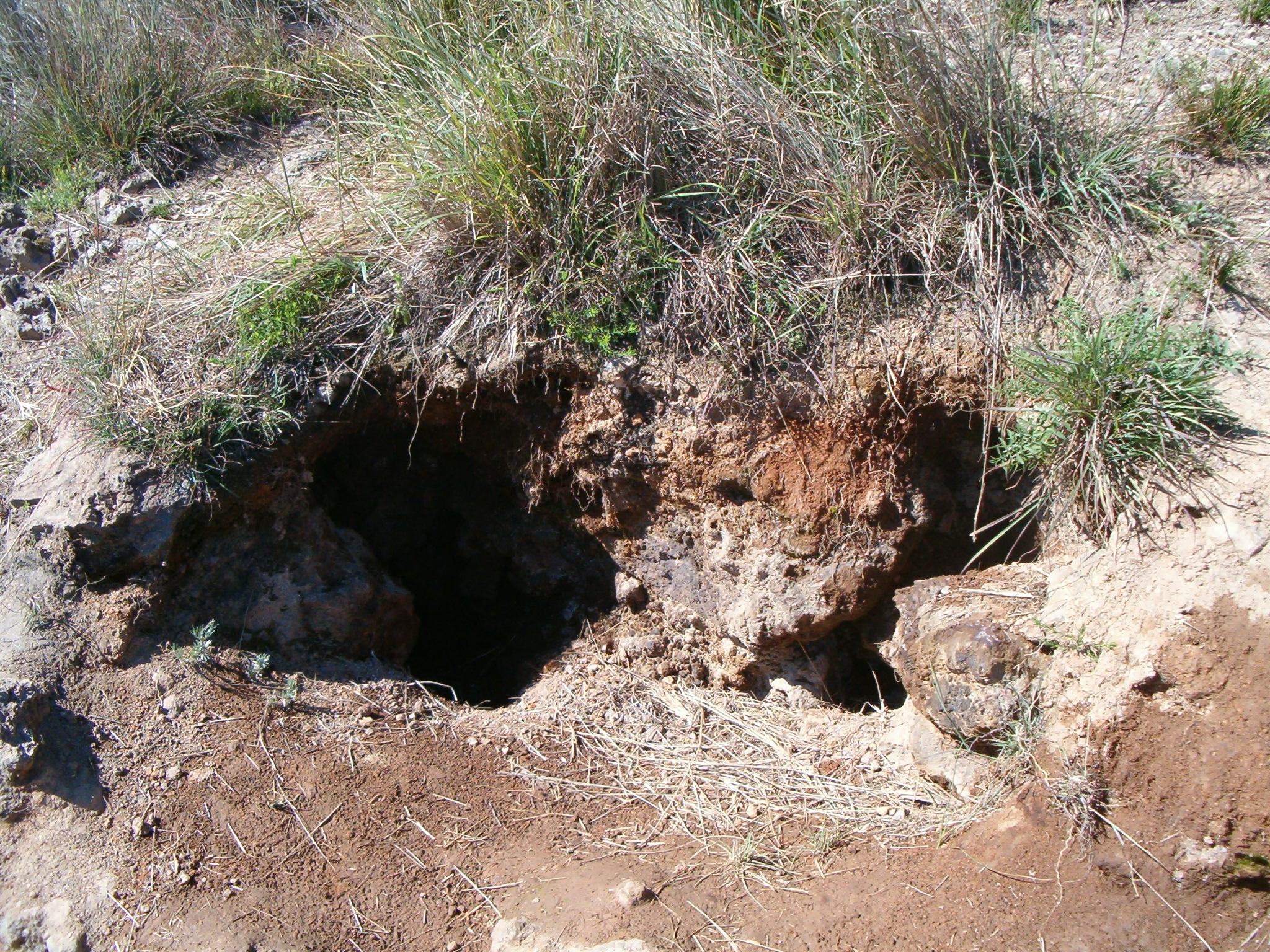
Fumarole